# Страус, Оскар Эмильевич
Оскар Эмильевич Стра́ус (Штраус) (5 октября 1856, Кременчуг — ?) — российский учёный, преподаватель, предприниматель, статский советник.

## Происхождение и семья
Оскар Эмильевич Страус (Oscar Hermann Karl Strauss,  Оскар Герман Карл Штраус) —  физик, математик, электротехник. Вероисповедание - евангелическо-лютеранское, подданство по рождению - прусское. Принял российское гражданство в 1880 г.
Отец Эмиль Страус (Strauss Emil Christian Ditrich), сын доктора медицины Германа Страуса (Strauss Herman Karl) и Софи Баденхаузен (von Badenhausen Sofie), родился в 1829 году в Витценхаузене (земля Гессен, Германия). Окончил Гёттингенский университет по специальности «доктор медицины и хирургии». Как военный врач принимал участие в Крымской и Кавказской войнах на стороне Российской Империи, награждён орденом Анны 3-й степени.
Мать Фанни Визель (Wiesel Fanny Elizabeth), дочь врача при департаменте Государственных Имуществ Полтавской губернии Бернарда Визеля (Wiesel Bernhard Lorenz) и Розали Майер (Maier Rosalie Caroline).
Родной брат Антон Эмильевич Страус (Strauss Anton 1858 — ?) — горный инженер, изобретатель, сподвижник и партнер архитектора Владислава Городецкого, предприниматель, командор киевского яхт клуба.
Оскар Эмильевич Страус был женат на Эмилии Михайловне Островской, дочери действительного статского советника Михаила Павловича Островского, помощника директора канцелярии по управлению детскими приютами ведомства Императрицы Марии и попечителя детского приюта в Царском Селе. В браке родилась дочь Елизавета.
Двоюродный брат Эмиль Оскарович Визель (Wiesel Emil, Anton, Joseph) (1866—1943) — художник, хранитель музея и действительный член Императорской Академии художеств.
Двоюродный брат Оскар Оскарович Визель (Wiesel Oscar), родился в России в 1864 году. Дипломат и исследователь Норвегии.

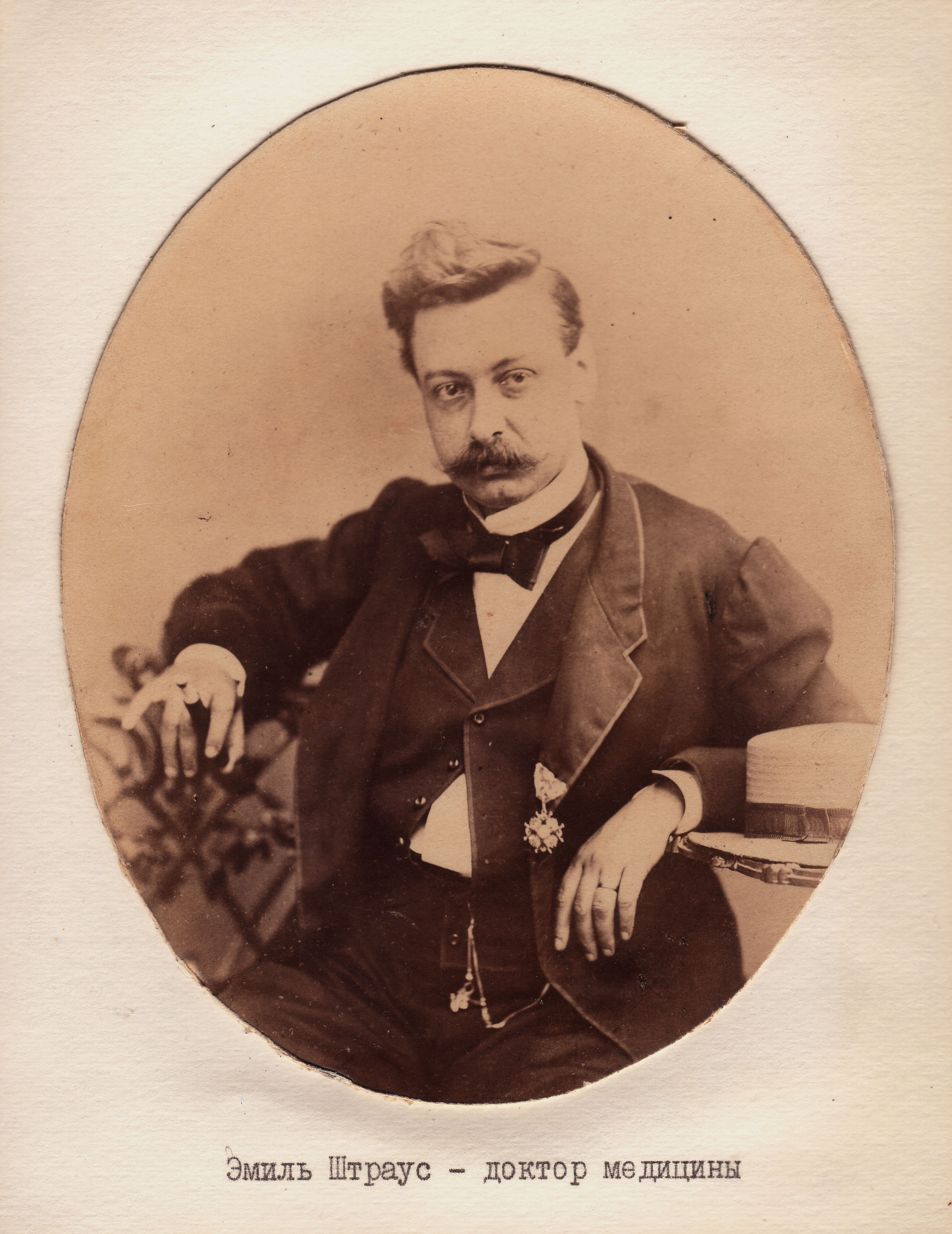
Эмиль Страус
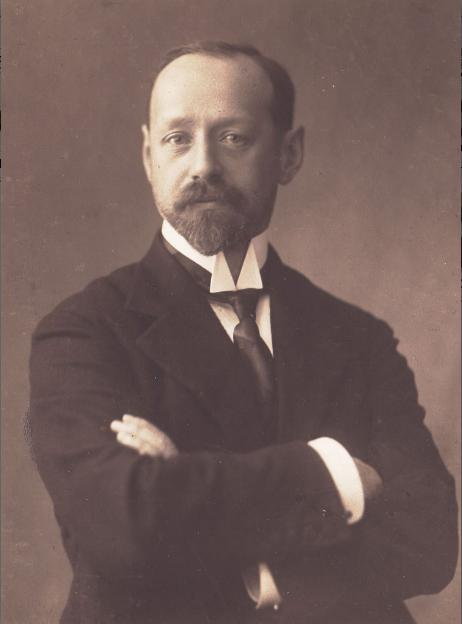
Эмиль Оскарович Визель
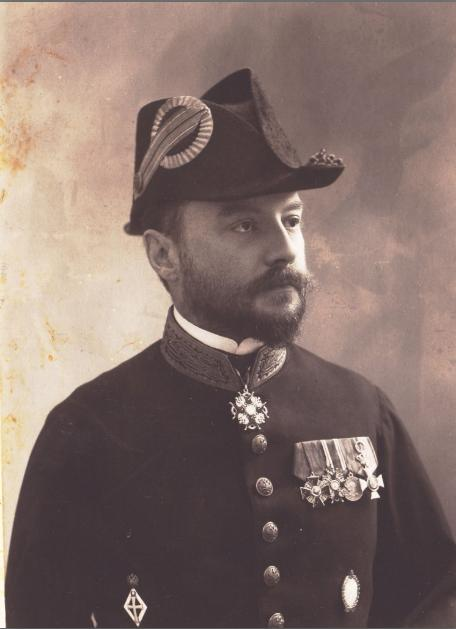
Оскар Оскарович Визель

## Образование и научная деятельность
Э. О. Страус окончил Вторую Киевскую гимназию в 1876. В этом же году поступил на физико-математический факультет Императорского Санкт-Петербургского университета, по окончании которого в 1880 был удостоен степени кандидата. Обучался и находился в дружеских отношениях с А. С. Поповым. В 1887 году они вместе побывали в экспедиции в Красноярске для наблюдения полного солнечного затмения.
С 1880 по 1881 Оскар Эмильевич работал в Киеве под руководством академика М. П. Авенариуса. В состав научной школы Авенариуса также входили В. И. Зайончевский, К. Н. Жук и А. И. Надеждин.
Ислледования Страуса были сосредоточены на определении критических величин для воды. Ранее над этой же задачей работали Каньяр де Ла-Тур, Менделеев и Клаузис, но их выводы о критической температуре воды расходились.
Изучая фазовые переходы в ряде бинарных систем, Страус открыл закон, связывающий критические параметры смеси с критическими параметрами её компонентов и их относительными количествами. Основываясь на этом законе, киевский учёный предложил метод определения критических параметров вещества путем проведения физико-химического исследования бинарной смеси изучаемого вещества с другим веществом, критические параметры которого известны. До Страуса исследователям не удавалось прямым способом определить критическую температуру воды в силу её уникальных физико-химических свойств. Метод, предложенный Страусом, позволил решить эту задачу. Он исследовал 55 смесей воды с препаратами, для которых критические температуры были известны, и, проведя статистическую обработку результатов, нашел, что критическая температура воды равна 370±5 °C. Впоследствии было показано, что результаты, полученные по методу Страуса, хорошо согласуются с результатами исследований, выполненными при значительно более совершенной технике эксперимента. Открытия О.Э.Страуса были опубликованы в 1880 – 1882 гг.
В 1881 году поступил на службу преподавателем физики и математики в 3 прогимназию Санкт-Петербурга (с 1883 10 гимназия). С 1888 учительствовал в женской Василеостровской гимназии, сохраняя должность в 10 гимназии. Произведен в коллежские советники 30 мая 1890.
В 1890 переехал с семьей в Киев и продолжил преподавательскую деятельность в Фундуклеевской и Киево-Подольской женских гимназиях и в Киевском Коммерческом училище.
О. Э. Страус издавал “Календарь-справочник электрика”,  председательствовал в электротехническом отделе Киевского отделения Императорского Русского технического Общества.

## Известные публикации
- Страус О.Э. О критических температурах некоторых смесей // ЖРФХО. Отд. I. 1880. Т. 12, вып. 7. С. 207-218, 233.
- Страус О.Э. О критической температуре и критическом давлении воды // ЖРФХО. Отд. I. 1881. Т. 13, вып. 5. С. 270; 1882. Т. 14, вып. 9. С. 510-517.
- Страус О.Э. О применении электрической тракции для товарного и пассажирского движения / [Соч.] О. Страуса. - Киев : лито-тип. т-ва И.Н. Кушнерев и Ко, 1901. - 16с. ;
- Страус О.Э. Воспоминания О. Э. Страуса об А. С. Попове. -В кн.: Александр Степанович Попов в характеристиках и воспоминаниях современников. М. - Л., 1958, с. 129-132.
- Страус О.Э. Памяти В.И. Зайончевского//Физ. обозрение. 1909. Т. 10, № 4. с. 202-204.

## Предпринимательская деятельность
В 1890 году учредил и возглавил контору «Савицкий и Страус», которая реализовала первые проекты по электрификации Киева. Электроэнергию вырабатывали для театра, нескольких частных домов и 14 фонарей на Крещатике.  Над этой задачей также работал учёный-электротехник Фёдор Юльевич Мацон, начальник киевского железнодорожного училища, свояк Оскара Эмильевича Страуса, сын известного киевского профессора медицины Ю. И. Мацона.
Состоял членом правления порохового завода, акционером кабельного завода, табачной фабрики в Киеве.
Вышел на пенсию в 1910 в чине статского советника. Судьба после 1915 не известна.

## Адреса в Киеве
ул. Владимирская, 28, позднее Трёхсвятительская, 25.